# Белайт
Бела́йт (малайск. Daerah Belait) — один из 4 округов (даера) на западе Брунея. Административный центр — Куала Белайт. Площадь — 2727 км², население — 73200 человек (2018 год).

## География
На востоке граничит с округом Тутонг, на юге и западе с малайским штатом Саравак. На севере омывается водами Южно-Китайского моря. На малайской территории к округу прилегает город Мири, второй по величине город Саравака. Через округ протекает река Сунгаи Белайт.

## Административное деление

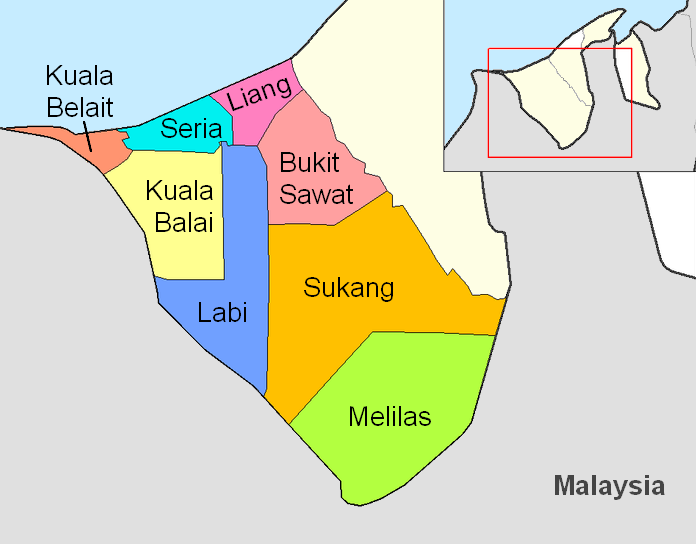
Провинции округа

Округ разделён на 8 муким — районов:
- Букит Сават (Bukit Sawat)
- Куала Балаи (Kuala Balai)
- Куала Белаит (Kuala Belait)
- Лаби (Labi)
- Лианг (Liang)
- Мелилас (Melilas)
- Сериа (Seria)
- Суканг (Sukang)

## Население
В округе помимо коренных народов Борнео, малайцев и китайцев, проживают также индийцы, филиппинцы и европейцы.

## Экономика
Округ известен как центр нефтяной промышленности Брунея. Население занято в нефтяной промышленности. Имеются несколько зон отдыха, пляжей и живописных парков.